# Kompaktheitssatz von Uhlenbeck
Der Kompaktheitssatz von Uhlenbeck ist im mathematischen Teilgebiet der Differentialgeometrie und insbesondere der Yang-Mills-Theorie ein Resultat über bis auf Eichung schwach oder gleichmäßig konvergierende Teilfolgen von (schwachen) Yang-Mills-Zusammenhängen mit gleichmäßig beschränkter Krümmung. Es ist ein wichtiger Satz für die Kompaktifizierung des antiselbstdualen Yang-Mills-Modulraumes (ASDYM-Modulraum), welcher für die Konstruktion der Donaldson-Invarianten von vierdimensionalen Mannigfaltigkeiten (kurz 4-Mannigfaltigkeiten) oder der Monopol-Floer-Homologie von dreidimensionalen Mannigfaltigkeiten (kurz 3-Mannigfaltigkeiten) verwendet wird. Benannt ist der Satz nach Karen Uhlenbeck, die diesen im Jahr 1982 aufstellte. Im Jahr 2019 erhielt Karen Uhlenbeck unter anderem für ihre Beiträge zur Theorie partieller Differentialgleichungen und Eichtheorie als erste Frau den Abel-Preis. Der Kompaktheitssatz von Uhlenbeck wurde von Alex Waldron im Jahr 2018 auf Yang-Mills-Flüsse verallgemeinert.

## Schwacher Kompaktheitssatz von Uhlenbeck
Sei {\displaystyle X} eine {\displaystyle n}-dimensionale kompakte Riemannsche Mannigfaltigkeit und {\displaystyle P\twoheadrightarrow X} ein {\displaystyle G}-Hauptfaserbündel mit einer kompakten Lie-Gruppe {\displaystyle G}. Sei{\displaystyle 1<p<\infty } mit {\displaystyle p>n/2} und {\displaystyle (A_{m})_{m\in \mathbb {N} }\in {\mathcal {A}}^{1,p}(P):=W^{1,p}(X,\operatorname {Ad} (P))\subset L^{p}(X,\operatorname {Ad} (P))} eine Folge von Sobolev-Zusammenhängen mit gemeinsamer Obergrenze für {\displaystyle \|F_{A_{m}}\|_{p}}, die Norm ihrer Krümmungen. Dann existiert eine Folge {\displaystyle u_{m}\in {\mathcal {G}}^{2,p}(P)} von Eichtransformationen, sodass {\displaystyle u_{m}^{*}A_{m}} schwach konvergiert. In anderen Worten ist jede {\displaystyle L^{p}}-beschränkte Teilmenge von {\displaystyle {\mathcal {A}}^{1,p}(P)/{\mathcal {G}}^{2,p}(P)} schwach kompakt.

## Starker Kompaktheitssatz von Uhlenbeck
Sei {\displaystyle X} eine {\displaystyle n}-dimensionale kompakte Riemannsche Mannigfaltigkeit und {\displaystyle P\twoheadrightarrow X} ein {\displaystyle G}-Hauptfaserbündel mit einer kompakten Lie-Gruppe {\displaystyle G}. Sei{\displaystyle 1<p<\infty } mit {\displaystyle p>n/2} und {\displaystyle p>4/3} wenn {\displaystyle n=2}. Sei {\displaystyle (A_{m})_{m\in \mathbb {N} }\in {\mathcal {A}}^{1,p}(P):=W^{1,p}(X,\operatorname {Ad} (P))\subset L^{p}(X,\operatorname {Ad} (P))} eine Folge von schwachen Yang-Mills-Zusammenhängen, also sodass:
{\displaystyle \int _{X}\langle F_{A_{m}},\mathrm {d} _{A_{m}}\beta \rangle \mathrm {d} \operatorname {vol} _{g}=0}
für alle {\displaystyle m\in \mathbb {N} } und {\displaystyle \beta \in {\mathcal {A}}^{1,p}(P)}, mit gemeinsamer Obergrenze für {\displaystyle \|F_{A_{m}}\|_{p}}. Dann existiert eine Teilfolge, ebenfalls mit {\displaystyle (A_{m})_{m\in \mathbb {N} }} notiert, und eine Folge {\displaystyle u_{m}\in {\mathcal {G}}^{2,p}(P)} von Eichtransformationen, sodass {\displaystyle u_{m}^{*}A_{m}} gleichmäßig gegen einen glatten Zusammenhang {\displaystyle A\in {\mathcal {A}}(P)} konvergiert. (Der starke Kompaktheitssatz von Uhlenbeck wird nicht explizit in ihrem Paper aus dem Jahr 1982 genannt, folgt jedoch aus den Resultaten darin.)